# Živa
Živa je kemijski element atomskog (rednog) broja 80 i atomske mase 200,59(2). U periodnom sustavu elemenata predstavlja ga simbol Hg.

## Povijest
Živa je poznata od davnih vremena (~ 1500. godine prije Krista). Ime je dobio od latinske riječi hydrargyrum što znači tekuće srebro. To je sjajni, srebrno bijeli metal. Prvi pisani dokaz o živi potječe od Aristotela, a prema ostacima nađenim u egipatskim grobnicama pretpostavlja se da su već Egipćani u 6. stoljeću pr. Kr. poznavali postupak dobivanja žive i njezinu sposobnost amalgiranja. Od prvog stoljeća živa se počela upotrebljavati u medicinske svrhe, a Paracelsus je uveo liječenje sifilisa živom. Pri sobnoj temperaturi je tekućina. Loše vodi toplinu i električnu struju. Stabilna je na zraku. Ne reagira s lužinama i većinom kiselina. Otapa se samo u oksidirajućim kiselinama. Tekuća živa otapa mnoge metale dajući amalgame. Ovisno o količini otopljenog metala, amalgami mogu biti tekući ili čvrsti. Živine pare su vrlo otrovne. Lako se resorbira čak i preko nepokrivenih dijelova kože. Imaju kronični kumulativni efekt. Organski spojevi žive, kao što je metil-živa, su također jaki otrovi.
U prirodi žive ima dvadesetak puta više nego kadmija. Može se pronaći samorodna dispergirana u obliku sitnih kapljica u kamenju i stijenama. Male količine žive nalaze se i u sastavu granita (0,25 ppm), bazalta (0,11 ppm), pijeska (0,03 ppm) i u sastavu mora (2×10−4 ppm). Ipak se najveće količine žive nalaze u spojevima. Nalazi se u obliku minerala cinabarit (HgS) i u obliku levingstonita. Klor-alkalne elektrolize su najveći potrošač žive. Upotrebljava se kao katoda kod elektrolize, zbog velikog prenapona vodika na njoj i stvaranja amalgama s produktom. Sa živom se pune toplomjeri, tlakomjeri, baterije ili se izrađuju svjetiljke koje isijavaju svjetlost bogatu ultraljubičastim zrakama. Cijena redestilirane metalne žive čistoće 99,998% iznosi 54,90 € za 450 g.
U većini spojeva je jednovalentna ili dvovalentna te posjeduje najveću napetost površine što uvjetuje da će se, ako je to moguće, elementarna živa nalaziti u obliku pravilnih kuglica.

## Živini spojevi
- Živini(I) halogenidi su Hg2Br2, Hg2F2, Hg2I2 i Hg2Cl2. Svi halogenidi osim Hg2F2 netopljivi su u vodi. Živin(I)-klorid poznat je pod imenom kalomel i koristi se u medicini kao purgativ te kao insekticid. Dobiva se precipitacijom iz otopine klorida kao bijeli kristal.
- Živini(II) halogenidi su HgBr2, HgF2, HgI2 i HgCl2. Živin(II)-jodid otapanjem u višku jodidnih iona daje stabilan tetreajodmerkurat(II)-ion HgI2-4 koji se kao zalužena otopina naziva Nesslerov reagens i upotrebljava se za dokazivanje i određivanje amonijaka.
- Živin(II) oksid (HgO) dobiva se kao narančastožut prah dodatkom NaOH otopini s Hg2+ ionima. Zagrijavanjem se raspada na elementarne sastojke.
- Živin(II) sulfid (HgS) javlja se u dvije modifikacije, crvenoj koja se u prirodi nalazi kao crveni mineral cinabarit i crnoj.
- Živin(II) sulfat (HgSO4) sa sulfatima alkalijskih metala stvara dvosoli.
- Živin(II) fulminat (Hg(OCN)2) široko je upotrebljivani detonator za eksplozive.
- Živin(II) klorid, korozivna je bijela, kristalna i sublimirajuća, vrlo otrovna tvar, koja se ranije često rabila kao baktericid i fungicid.[3]
- Millonova baza (Hg2N)OH kao reagens se upotrebljava za dokazivanje bjelančevina.

## Kemijska klasifikacija
- kovina

## Fizički oblik
- srebrnobijela teška tekućina

## Fizičko kemijska klasifikacija
- slaba topivost u vodi
- gustoća para 6,9
- potpuno isparava na sobnoj temperaturi

## Opasnosti
- sistemski otrov - dišni organi, koža, bubrezi i središnji živčani sustav
- znaci trovanja - kašalj, bol u grudima, teškoće u disanju, drhtanje mišića, nesanica, glavobolja
- akutna izloženost - jaka razdražljivost i delirij s halucinacijama
- latentna faza - znakovi trovanja se ne javljaju odmah
- ima sposobnost prolaziti kroz neoštećenu kožu

## Oznake
- T, N

## Dijamant opasnosti
- 3 (za zdravlje)
- 0 (zapaljivost)
- 0 (reaktivnost)

## Primjena
- u kemijskoj i farmaceutskoj industriji
- za izradu mjernih instrumenata
- u elektroindustriji
- nekada korištena za pozlaćivanje i posrebrivanje metala te pokositrenje ogledala

## Zaštita
- posebne prostorije u kojima se radi sa živom
- sakupiti je bakrenom licnom